# Związek Ludu Polskiego (1872–1877)

Związek Ludu Polskiego w celu Odzyskania Politycznej i Narodowej Niepodległości Ojczyzny – polska organizacja rewolucyjno-niepodległościowa, założona w stulecie pierwszego rozbioru Polski 5 sierpnia 1872 r. w Londynie z inspiracji I Międzynarodówki. W skład organizacji weszli płk Ludwik Oborski, Jan Kryński, Walery Wróblewski, Teofil Dąbrowski i J. Rozwadowski. W styczniu 1875 r. ZLP zorganizował wiec z udziałem m.in. Karola Marksa, Fryderyka Engelsa i Piotra Ławrowa. Związek Ludu Polskiego zaprzestał swej działalności w 1877 r.

## Literatura
Józef Buszko, Narodziny ruchu socjalistycznego na ziemiach polskich. Wydawnictwo Literackie, Kraków 1967, s. 31-32